# A.I. Bezzerides
Albert Isaac Bezzerides, ps. A.I. „Buzz” Bezzerides (ur. 9 stycznia 1908 w Samsun w Turcji, zm. 1 stycznia 2007 w Los Angeles) – amerykański pisarz i scenarzysta, przedstawiciel Film noir, współpracował z wytwórnią Warner Bros. Przyjaciel Williama Faulknera.
Urodził się w Turcji jako syn Armenki i Greka. W wieku dwóch lat wyemigrował wraz z rodzicami do USA, rodzina osiedliła się we Fresno w Kalifornii. Początkowo pracował jako kierowca ciężarówki, następnie podjął studia inżynieryjne na wydziale elektrotechnicznym Uniwersytetu w Berkeley. Zrezygnował jednak z pracy jako inżynier i poświęcił się swojej pasji – pisarstwu.
Już w 1940 jego powieść Long Haul (Nocna wyprawa) została z dużym sukcesem zekranizowana przez Raoula Walsha, a w jedną z głównych ról wcielił się Humphrey Bogart. W 1942 napisał swój pierwszy scenariusz do filmu Juke Girl z Ann Sheridan i Ronaldem Reaganem. W 1949 na podstawie jego scenariusza zekranizowano thriller Złodziejski trakt.
W latach 50. XX wieku, był głównie autorem scenariuszy telewizyjnych, między innymi do 77 Sunset Strip, Bonanzy, DuPont Theater, Rawhide i The Virginian. Był również autorem scenariuszy do kilku znanych produkcji kinowych tego okresu: Niebezpieczne terytorium (1952) i Śmiertelny pocałunek (1955).
W 1999 zmarła druga żona Bezzeridesa Silvia Richards, scenarzystka filmowa i telewizyjna.